# Borovno
Borovno település Csehországban, a Dél-plzeňi járásban. Borovno Míšov, Nové Mitrovice és Spálené Poříčí településekkel határos. Lakosainak száma 98 fő (2024. január 1.).

## Népesség
A település lakosságának változását az alábbi diagram mutatja:
| Lakosok száma | 345  | 298  | 249  | 157  | 140  | 92   | 90   | 92   | 90   | 98   |
|               | 1869 | 1900 | 1921 | 1961 | 1980 | 2011 | 2016 | 2019 | 2021 | 2024 |